# Осада (фильм, 1977)
«Осада» (тадж. Муҳосира) — советский фильм на тематику Гражданской войны в Средней Азии, снятый режиссёром Маратом Ариповым на киностудии «Таджикфильм» в 1977 году.
Премьера фильма состоялась 24 июля 1978 года. Прокат — 7,8 млн зрителей.

## Сюжет
Осень 1921 года. Части Красной Армии отступают во время Гражданской войны, оставляя лишь один отряд для защиты селения. Красноармейцы мужественно выдерживают нападения басмачей во главе с коварным Ибрагимбеком. Ибрагимбек, понимая, что военные действия не приносят успеха, начинает переговоры с председателем ревкома Ашуром, используя религиозные аргументы. Однако Ашур остаётся непреклонным в требованиях сложить оружие. Осада продолжается до середины 1922 года, пока подошедшие отряды Красной Армии не побеждают басмачей.

## В ролях
- Сайдо Курбанов — Ашур
- Юрий Дедович — Мухин
- Ситора Алиева — Барфина
- Александр Мовчан — Гринцевич
- Вали Джураев — Бобзиё
- Хашим Гадоев — Нияз
- Сахобиддин Саттаров — Нур
- Владимир Сичкарь — Збигнев
- Хонгор Сангинов — Шариф
- Александр Еремин
- Артык Джаллыев — Шодмон
- Анатолий Васильев — Омолоон
- Хабибулло Абдуразаков — Ибрагимбек
- Гурминдж Завкибеков — Усман Ходжаев
- Расим Балаев — Али Резо
- Марат Арипов — Джурабек

В фильме принимали участие воинские подразделения Душанбинского гарнизона.

## Съёмочная группа
- Сценаристы: Дмитрий Булгаков, Хабибулло Назаров
- Режиссёр: Марат Арипов
- Оператор: Виктор Мирзаянц
- Художник: Леонид Шпонько
- Композитор: Геннадий Александров
- Звукорежиссёр: Фармон Махмудов

В фильме звучит музыка в исполнении хора и оркестра Госкино СССР, дирижёр Эмин Хачатурян.